# Acrolophus occultum
Acrolophus occultum är en fjärilsart som beskrevs av Walsingham 1897. Acrolophus occultum ingår i släktet Acrolophus och familjen Acrolophidae. Inga underarter finns listade i Catalogue of Life.